# Eight Bit
Eight Bit Co., Ltd. (jap. 株式会社エイトビット Kabushiki-gaisha Eito Bitto) – japońskie studio animacji z siedzibą w tokijskiej dzielnicy Suginami, założone w 2008 roku przez byłych członków studia Satelight.
8 czerwca 2020 ogłoszono, że Eight Bit nawiązało współpracę z Bandai Namco w celu stworzenia wielu produkcji anime. Ich pierwszym projektem była seria Tensura nikki: Tensei shitara Slime datta ken.
1 listopada 2021 roku Eight Bit otworzyło nowe studio w prefekturze Niigata.

## Produkcje

### Seriale telewizyjne
| Rok       | Tytuł                                         | Reżyser(zy)                       | Liczba odcinków | Uwagi | Przypisy      |
| --------- | --------------------------------------------- | --------------------------------- | --------------- | --- | ------------- |
| 2011      | Infinite Stratos                              | Yasuhito Kikuchi                  | 12              | Na podstawie light novel autorstwa Izuru Yumizuru.                                                           | [ 5 ]         |
| 2012      | Aquarion Evol                                 | Shōji Kawamori Yusuke Yamamoto    | 26              | Sequel Sōsei no Aquarion. We współpracy z Satelight.                                                         | [ 6 ]         |
| 2012      | Busō Shinki                                   | Yasuhito Kikuchi                  | 12              | Na podstawie franczyzy Busō Shinki stworzonej przez Konami Digital Entertainment.                            | [ 7 ]         |
| 2013      | Yama no susume                                | Yusuke Yamamoto                   | 12              | Na podstawie mangi autorstwa Shiro.                                                                          | [ 8 ]         |
| 2013      | Infinite Stratos 2                            | Susumu Tosaka Yasuhito Kikuchi    | 12              | Sequel Infinite Stratos.                                                                                     | [ 9 ]         |
| 2013      | Walkure Romanze                               | Yusuke Yamamoto                   | 12              | Na podstawie powieści wizualnej dla dorosłych Ricotta.                                                       | [ 10 ]        |
| 2013–2014 | Tokyo Ravens                                  | Takaomi Kanasaki                  | 24              | Na podstawie light novel autorstwa Kōheia Azano.                                                             | [ 11 ]        |
| 2014      | Yama no susume sezon 2                        | Yusuke Yamamoto                   | 24              | Sequel Yama no susume.                                                                                       | [ 12 ]        |
| 2014      | Grisaia no kajitsu                            | Tensho                            | 13              | Pierwsza adaptacja trylogii powieści wizualnych dla dorosłych produkcji Front Wing.                          | [ 13 ]        |
| 2015      | Absolute Duo                                  | Atsushi Nakayama                  | 12              | Na podstawie light novel autorstwa Takumiego Hiiragiboshiego.                                                | [ 14 ]        |
| 2015      | Grisaia no rakuen                             | Tensho                            | 10              | Trzecia adaptacja trylogii powieści wizualnych dla dorosłych produkcji Front Wing.                           | [ 15 ]        |
| 2015      | Comet Lucifer                                 | Atsushi Nakayama Yasuhito Kikuchi | 12              | Własna twórczość.                                                                                            | [ 16 ]        |
| 2016      | Shōnen Maid                                   | Yusuke Yamamoto                   | 12              | Na podstawie mangi autorstwa Ototachibany.                                                                   | [ 17 ]        |
| 2016      | Rewrite                                       | Tensho                            | 13              | Na podstawie powieści wizualnej produkcji Key.                                                               | [ 18 ]        |
| 2017      | Rewrite sezon 2                               | Tensho                            | 11              | Sequel Rewrite.                                                                                              | [ 19 ]        |
| 2017      | Knight’s & Magic                              | Yusuke Yamamoto                   | 13              | Na podstawie light novel autorstwa Hisago Amazake-no.                                                        | [ 20 ]        |
| 2018      | Miira no kaikata                              | Kaori                             | 12              | Na podstawie mangi autorstwa Kakeru Utsugi.                                                                  | [ 21 ]        |
| 2018      | Yama no susume sezon 3                        | Yusuke Yamamoto                   | 13              | Sequel 2. sezonu Yama no susume.                                                                             | [ 22 ]        |
| 2018–2019 | Tensei shitara Slime datta ken                | Yasuhito Kikuchi                  | 24              | Na podstawie light novel autorstwa Fuse.                                                                     | [ 23 ]        |
| 2019      | Hoshiai no sora                               | Kazuki Akane                      | 12              | Własna twórczość.                                                                                            | [ 24 ]        |
| 2020      | Oshi ga Budōkan itte kuretara shinu           | Yusuke Yamamoto                   | 12              | Na podstawie mangi autorstwa Auri Hirao.                                                                     | [ 25 ]        |
| 2020      | Mahōka kōkō no rettōsei: Raihousha-hen        | Risako Yoshida                    | 13              | Sequel Mahōka kōkō no rettōsei.                                                                              | [ 26 ]        |
| 2021      | Tensei shitara Slime datta ken sezon 2        | Atsushi Nakayama                  | 24              | Sequel Tensei shitara Slime datta ken.                                                                       | [ 27 ] [ 28 ] |
| 2021      | Tensura nikki: Tensei shitara Slime datta ken | Yuji Ikuhara                      | 12              | Spin-off Tensei shitara Slime datta ken.                                                                     | [ 29 ]        |
| 2022      | Yama no susume: Next Summit                   | Yusuke Yamamoto                   | 12              | Sequel 3. sezonu Yama no susume.                                                                             | [ 30 ]        |
| 2022      | Blue Lock                                     | Tetsuaki Watanabe                 | 24              | Na podstawie mangi autorstwa Muneyukiego Kaneshiro.                                                          | [ 31 ]        |
| –         | Shy                                           | Masaomi Andō                      | nieznana        | Na podstawie mangi autorstwa Bukimiego Mikiego.                                                              | [ 32 ]        |
| –         | Synduality                                    | –                                 | nieznana        | Na podstawie projektu stworzonego przez Bandai Namco Entertainment, Bandai Namco Filmworks i Bandai Spirits. | [ 33 ]        |

### Filmy
| Tytuł                                               | Reżyser(zy)      | Data premiery     | Uwagi                                                                             | Przypisy |
| --------------------------------------------------- | ---------------- | ----------------- | --------------------------------------------------------------------------------- | -------- |
| Macross Frontier: Itsuwari no utahime               | Shōji Kawamori   | 21 listopada 2009 | Adaptacja filmowa Macross Frontier. We współpracy z Satelight.                    |          |
| Grisaia no meikyū                                   | Tensho           | 12 kwietnia 2015  | Druga adaptacja trylogii powieści wizualnych dla dorosłych produkcji Front Wing.  | [ 15 ]   |
| Mahōka kōkō no rettōsei: Hoshi wo yobu shōjo        | Risako Yoshida   | 17 czerwca 2017   | Nowa, oryginalna historia z udziałem bohaterów Mahōka kōkō no rettōsei.           | [ 34 ]   |
| Mahōka kōkō no rettōsei: Tsuioku-hen                | Risako Yoshida   | 31 grudnia 2021   | Sequel Mahōka kōkō no rettōsei: Raihousha-hen. We współpracy z Eight Bit Niigata. | [ 35 ]   |
| Tensei shitara Slime datta ken: Guren no kizuna-hen | Yasuhito Kikuchi | 25 listopada 2022 | Na podstawie serii Tensei shitara Slime datta ken.                                | [ 36 ]   |